# Viktor I. Amadeus (Anhalt-Bernburg)
Viktor I. Amadeus von Anhalt-Bernburg (* 6. Oktober 1634 in Harzgerode; † 14. Februar 1718 in Bernburg) war ab 1656 regierender Fürst von Anhalt-Bernburg aus dem Geschlecht der Askanier.

## Leben
Viktor Amadeus war ein Sohn des Fürsten Christian II. von Anhalt-Bernburg (1599–1656) aus dessen Ehe mit Eleonore Sophie (1603–1675), Tochter des Herzogs Johann von Schleswig-Holstein-Sonderburg. Als Pate des Prinzen fungierte unter anderem Herzog Viktor Amadeus I. von Savoyen. Der Prinz wuchs in Leiden unter der Aufsicht des Theologen Friedrich Spanheim auf. Nach dem Tod seines älteren Bruders Erdmann Gideon 1649 wurde Viktor Amadeus Erbprinz, begleitete seinen Vater auf Reisen und versah an ausländischen Höfen diplomatische Missionen.
1656 folgte Viktor I. Amadeus seinem Vater in der Regierung und war bemüht, das durch den Dreißigjährigen Krieg schwer in Mitleidenschaft gezogene Land mit Reformen im Polizei- und Rechtswesen wieder aufzubauen. Mit den anderen anhaltinischen Fürsten veranlasste er 1666 für Anhalt eine erneuerte Landes-, Prozess- und Gesindeordnung. Viktor Amadeus ordnete das Finanzwesen neu und ihm gelangen nach dem Aussterben der Linie Anhalt-Bernburg-Harzgerode 1709 territoriale Zugewinne. Trotz der Einführung der Primogenitur 1677 überließ er 1709 das Amt Hoym mit Zeitz und Belleben ohne Landeshoheit seinem jüngeren Sohn. 
Unter dem Gesellschaftsnamen der Gerühmte wurde er als Mitglied in die Fruchtbringende Gesellschaft aufgenommen. 
In seinen letzten Lebensjahren war der Fürst erblindet und befand sich in erbitterten Auseinandersetzungen mit seinem ältesten Sohn, der unstandesgemäß geheiratet hatte. Er starb als Senior des anhaltinischen Hauses und wurde in der Schlosskirche Bernburg bestattet.

## Ehe und Nachkommen
Viktor Amadeus vermählte sich am 16. Oktober 1667 in Meisenheim mit Elisabeth (1642–1677), Tochter des Pfalzgrafen Friedrich von Zweibrücken, die bei der Geburt ihres fünften Sohnes starb. Aus seiner Ehe hatte Viktor I. Amadeus folgende Kinder:
- Karl Friedrich (1668–1721), Fürst von Anhalt-Bernburg

⚭ 1. 1692 Gräfin Sophie Albertina zu Solms-Sonnenwalde (1672–1708)
⚭ 2. 1715 Wilhelmine Charlotte Nüssler (1683–1740), Gräfin von Ballenstedt 1719
- Lebrecht (1669–1727), Fürst von Anhalt-Bernburg-Hoym

⚭ 1. 1692 Prinzessin Charlotte von Nassau-Dillenburg (1673–1700)
⚭ 2. 1702 Freiin Eberardina van Weede (1685–1724), Gräfin von Weede 1703
⚭ 3. 1725 Sophie von Ingersleben († 1726)
- Sofie Juliane (1672–1674)
- Johann Georg (1674–1691), gefallen
- Christian (*/† 1675)
- Sohn (*/† 1677)